# Трошкова (Свердловская область)
Трошкова — деревня в Алапаевском районе Свердловской области России, входящая в Махнёвское муниципальное образование. Подчинена Махнёвской сельской администрации.

## География
Деревня Трошкова расположена в 70 километрах (в 90 километрах по автодороге) к северу от города Алапаевска, на левом берегу реки Тагил, практически напротив деревни Карпихина. Через деревню проходит историческая Богословско-Сосьвинская железная дорога, в 2 километрах на юго-юго-западе расположена железнодорожная станция Ерзовка Свердловской железной дороги и железнодорожный мост через реку Тагил.

## Население
| 2002 | 2010 |
| ---- | ---- |
| 64   | ↘44  |